# Luperus flaviceps
Luperus flaviceps is een keversoort uit de familie bladkevers (Chrysomelidae). De wetenschappelijke naam van de soort werd in 1912 gepubliceerd door Apfelbeck.